# Слабо аддитивная полезность
Отношение предпочтения называется слабо аддитивным (англ. weakly additive), если выполнено условие:
Если A предпочтительнее B, и C предпочтительнее D (A и C не пересекаются), то набор из A и C предпочтительнее набора из B и D.
Любая аддитивная функция полезности является слабо аддитивной. Аддитивность при этом применима только к кардиналистским функциям, а то время как слабая аддитивность применима к ординалистским.
Допущение о слабой аддитивности часто оправдано в играх о справедливом дележе. Некоторые процедуры, в том числе процедура подстраивающегося победителя, не требуют аддитивности, достаточно её ослабленного варианта. Подобное допущение существенно облегчает решение задач в этой области. 

## Отсутствие слабой аддитивности
Слабая аддитивность может не выполняться, если:
- Полезность набора из A и C меньше, чем сумма их полезностей по отдельности (то есть A и C являются субститутами).
- Полезность набора из B и D больше, чем сумма их полезностей по отдельности (то есть B и D являются комплементами).

Однако отсутствие аддитивности не препятствует слабой аддитивности в принципе: её можно добиться введением денежных компенсаций.